# Are
Are (německy Arrohof) je městečko v estonském kraji Pärnumaa, samosprávně patřící do obce Tori.